# Carlota de Clarence
Carlota de Clarence (27 de março de 1819 — 27 de março de 1819) foi uma princesa britânica, filha mais velha de Guilherme, Duque de Clarence e St. Andrews (futuro rei Guilherme IV) e de Adelaide de Saxe-Meiningen.

## Biografia
Carlota era a filha mais velha de Guilherme, Duque de Clarence e St. Andrews (futuro rei Guilherme IV) e Adelaide de Saxe-Meiningen, filha de Jorge I, Duque de Saxe-Meiningen e da princesa Luísa Leonor de Hohenlohe-Langenburg. Ela era neta do rei Jorge III do Reino Unido e da rainha Carlota de Mecklemburgo-Strelitz e prima da rainha Vitória do Reino Unido. Ela tinha um irmã mais nova: Isabel de Clarence.
Em seu nascimento, ela se tornou a quarta na linha de sucessão ao trono britânico, mas morreu pouco depois devido a complicações no parto.

## Genealogia
| Carlota de Clarence | Pai: Guilherme, Duque de Clarence e St. Andrews | Avô paterno: Jorge III do Reino Unido             | Bisavô paterno: Frederico, Príncipe de Gales                   |
| Carlota de Clarence | Pai: Guilherme, Duque de Clarence e St. Andrews | Avô paterno: Jorge III do Reino Unido             | Bisavó paterna: Augusta de Saxe-Gota                           |
| Carlota de Clarence | Pai: Guilherme, Duque de Clarence e St. Andrews | Avó paterna: Carlota de Mecklemburgo-Strelitz     | Bisavô paterno: Carlos Luís Frederico de Mecklemburgo-Strelitz |
| Carlota de Clarence | Pai: Guilherme, Duque de Clarence e St. Andrews | Avó paterna: Carlota de Mecklemburgo-Strelitz     | Bisavó paterna: Isabel Albertina de Saxe-Hildburghausen        |
| Carlota de Clarence | Mãe: Adelaide de Saxe-Meiningen                 | Avô materno: Jorge I, Duque de Saxe-Meiningen     | Bisavô materno: António Ulrich de Saxe-Meiningen               |
| Carlota de Clarence | Mãe: Adelaide de Saxe-Meiningen                 | Avô materno: Jorge I, Duque de Saxe-Meiningen     | Bisavó materna: Carlota Amália de Hesse-Philippsthal           |
| Carlota de Clarence | Mãe: Adelaide de Saxe-Meiningen                 | Avó materna: Luísa Leonor de Hohenlohe-Langenburg | Bisavô materno: Cristiano de Hohenlohe-Langenburg              |
| Carlota de Clarence | Mãe: Adelaide de Saxe-Meiningen                 | Avó materna: Luísa Leonor de Hohenlohe-Langenburg | Bisavó materna: Carolina de Stolberg-Gedern                    |